# Discorbinellinae
Discorbinellinae es una subfamilia de foraminíferos bentónicos de la Familia Discorbinellidae, de la Superfamilia Discorbinelloidea, del Suborden Rotaliina y del Orden Rotaliida. Su rango cronoestratigráfico abarca desde el Eoceno superior hasta la Actualidad.

## Clasificación
Discorbinellinae incluye a los siguientes géneros:
- Biapertorbis †
- Carlfranklinoides
- Colonimilesia
- Discorbinella
- Discorbitina
- Discorbitura †
- Earlmyersia
- Laticarinina
- Milesina

Otros géneros considerados en Discorbinellinae son:
- Carinina, aceptado como Laticarinina
- Discopulvinulina, aceptado como Discorbinella
- Discorbinellopsis, aceptado como Discorbinella
- Discorbinoidella, aceptado como Discorbinella
- Krebsia, sustituido por Krebsina
- Neoplanodiscorbis, aceptado como Discorbinella
- Mesocarinina, aceptado como Laticarinina
- Metacarinina, aceptado como Laticarinina
- Mccullochella, considerado sinónimo posterior de Milesia
- Milesia, sustituido por Milesina
- Mccullochia, sustituido por Krebsina
- Parvicarinina, aceptado como Laticarinina